# 2-Fluorpropan
2-Fluorpropan ist eine gasförmige organisch-chemische Verbindung aus der Gruppe der Fluorkohlenwasserstoffe (FKW).

## Eigenschaften
2-Fluorpropan ist ein entzündliches Gas. Es ist schwerer als Luft und in Wasser praktisch unlöslich.